# El Centro
El Centro és una ciutat i seu del Comtat d'Imperial a l'estat de Califòrnia dels Estats Units d'Amèrica.

## Demografia
Segons el cens del 2006 El Centro tenia 40.563 habitants. Segons el cens del 2000, tenia 37.835 habitants, 11.439 habitatges, i 8.910 famílies. La densitat de població era de 1.524,9 habitants/km².
Dels 11.439 habitatges en un 47,4% hi vivien nens de menys de 18 anys, en un 53,9% hi vivien parelles casades, en un 18,7% dones solteres, i en un 22,1% no eren unitats familiars. En el 18,8% dels habitatges hi vivien persones soles el 7,3% de les quals corresponia a persones de 65 anys o més que vivien soles. El nombre mitjà de persones vivint en cada habitatge era de 3,23 i el nombre mitjà de persones que vivien en cada família era de 3,71.
Per edats la població es repartia de la següent manera: un 33,6% tenia menys de 18 anys, un 9,7% entre 18 i 24, un 28,9% entre 25 i 44, un 18,5% de 45 a 60 i un 9,3% 65 anys o més.
L'edat mitjana era de 30 anys. Per cada 100 dones de 18 o més anys hi havia 93,5 homes.
La renda mitjana per habitatge era de 33.161 $ i la renda mitjana per família de 36.910 $. Els homes tenien una renda mitjana de 36.753 $ mentre que les dones 24.514 $. La renda per capita de la població era de 13.874 $. Entorn del 20,6% de les famílies i el 22,8% de la població estaven per davall del llindar de pobresa.

## Poblacions properes
El següent diagrama mostra les poblacions més properes.